# SMS Schlesien
SMS Schlesien là một thiết giáp hạm tiền-dreadnought của Đế quốc Đức, một trong số năm chiếc thuộc lớp thiết giáp hạm Deutschland được chế tạo cho Hải quân Đế quốc Đức từ năm 1903 đến năm 1906. Được đặt tên theo tỉnh Schlesien, con tàu được chế tạo tại xưởng tàu AG Vulcan ở Danzig, nơi nó được đặt lườn vào ngày 19 tháng 11 năm 1904 và hạ thủy vào ngày 28 tháng 5 năm 1906. Nó được cho nhập biên chế cùng hải quân vào ngày 5 tháng 5 năm 1908. Những chiếc trong lớp của nó đã tỏ ra lạc hậu ngay từ lúc đưa vào hoạt động, kém hơn về kích cỡ, vỏ giáp, hỏa lực và tốc độ so với thế hệ thiết giáp hạm "toàn-súng-lớn" ra đời sau chiếc HMS Dreadnought của Anh Quốc.
Sau khi được đưa vào hoạt động, Schlesien được điều về Hải đội Thiết giáp I của Hạm đội Biển khơi Đức, nơi nó tiếp tục phục vụ trong hai năm đầu của Chiến tranh Thế giới thứ nhất. Sau khi được chuyển sang Hải đội Thiết giáp II chung với các con tàu chị em, Schlesien đã có mặt trong trận Jutland vào ngày 31 tháng 5-1 tháng 6 năm 1916, nơi nó chỉ tham gia chiến đấu một cách ngắn ngủi. Sau trận Jutland, nó cùng với ba chiếc tàu chị em còn sống sót được giao vai trò canh gác trước khi hoàn toàn rút khỏi hoạt động nơi tuyến đầu vào năm 1917, khi nó trở thành một tàu huấn luyện.
Sau khi Đức thua trận trong Thế Chiến I, Hiệp ước Versailles cho phép Đức giữ lại tám thiết giáp hạm cũ đã lạc hậu, vốn bao gồm Schlesien, vào nhiệm vụ phòng thủ duyên hải. Nó đã hoạt động trong Hải quân Đế chế Đức mới tổ chức lại; được cải tạo trong những năm 1920 và 1930, và cuối cùng quay lại làm một tàu huấn luyện. Schlesien chỉ hoạt động hạn chế trong Chiến tranh Thế giới thứ hai, bao gồm việc xâm chiếm Na Uy vào năm 1940, rồi sau đó được giao những nhiệm vụ thứ yếu, rồi kết thúc quãng đời phục vụ như một tàu phòng không tại khu vực biển Baltic. Vào tháng 4 năm 1945, Schlesien di chuyển đến Swinemünde để nhận tiếp liệu đạn dược đồng thời cũng để di tản binh lính bị thương khi nó trúng phải một quả thủy lôi. Nó bị chìm tại vùng nước nông, cho dù một phần lớn cấu trúc thượng tầng, bao gồm dàn pháo chính, vẫn ở bên trên mực nước. Trong những ngày cuối cùng của chiến tranh, Schlesien sử dụng dàn pháo hạng nặng hỗ trợ cho lực lượng Đức trên bờ rút lui.

## Thiết kế và chế tạo
Schlesien được dự định để hoạt động trong hàng chiến trận Đức cùng với các thiết giáp hạm khác của Hạm đội Biển khơi Đức. Nó được đặt lườn vào ngày 19 tháng 11 năm 1904 tại xưởng tàu AG Vulcan ở Stettin. Schlesien được hạ thủy vào ngày 28 tháng 5 năm 1906; và đến tháng 3 năm 1908 được gửi đến Kiel để hoàn tất việc trang bị. Nó được đưa ra hoạt động để chạy thử máy vào ngày 5 tháng 5, nhưng việc thử máy bị ngắt quãng từ ngày 6 tháng 7 đến ngày 5 tháng 9, khi con tàu được sử dụng tạm thời như một tàu thử nghiệm ngư lôi. Schlesien gia nhập hạm đội sau khi công việc thử nghiệm ngư lôi hoàn tất vào tháng 9. Tuy nhiên, chiếc thiết giáp hạm mới của Anh Quốc HMS Dreadnought, trang bị mười khẩu pháo 12 in (300 mm), được đưa ra hoạt động gần hai năm trước đó, vào tháng 12 năm 1906. Với một thiết kế mang tính cách mạng, Dreadnought đã khiến cho mọi tàu chiến chủ lực của Hải quân Đức trở thành lạc hậu, kể cả chiếc Schlesien mới hơn.
Schlesien dài 127,6 m (418 ft 8 in), mạn thuyền rộng 22,2 m (72 ft 10 in) và độ sâu của mớn nước là 8,21 m (26 ft 11 in). Nó có trọng lượng choán nước 14.218 tấn (13.993 tấn Anh) khi đầy tải, và được trang bị động cơ ba buồng bành trướng đặt dọc đốt than với công suất 16.000 mã lực chỉ (11.931 kW), cho phép đạt được tốc độ tối đa 18 kn (33 km/h; 21 mph). Schlesien là một trong những chiếc có hiệu suất nhiên liệu tốt nhất trong lớp của nó; với tốc độ đường trường 10 kn (19 km/h; 12 mph) và trữ lượng nhiên liệu 1.540 tấn (1.520 tấn Anh; 1.700 tấn Mỹ) than, nó có thể di chuyển được 5.830 hải lý (10.800 km; 6.710 mi).
Dàn pháo chính của Schlesien bao gồm bốn khẩu pháo 28 cm (11 in) SK L/40 bắn nhanh bố trí trên hai tháp pháo nòng đôi, một phía trước và một phía sau của cấu trúc thượng tầng. Nó cũng được trang bị mười bốn khẩu pháo hạng hai 17 cm (6,7 in) gắn trên các tháp pháo ụ, 20 khẩu pháo 8,8 cm (3,5 in) bắn nhanh điều khiển bằng tay trên các bệ nòng đơn, cùng sáu ống phóng ngư lôi 45 cm (17,72 in) ngầm dưới lườn tàu.

## Lịch sử hoạt động

### Trước chiến tranh
Sau khi đưa vào hoạt động, Schlesien được điều về Hải đội Thiết giáp I. Trong năm phục vụ đầu tiên 1909, nó thực hiện cơ động hạm đội tại Bắc Hải và tại biển Baltic cũng như tại Đại Tây Dương. Chuyến đi đầu tiên của nó đến đại Tây Dương được tiến hành từ ngày 7 tháng 7 đến ngày 1 tháng 8, tiếp nối bằng các lượt thực tập trong mùa Thu. Hải đội Thiết giáp I được chuyển căn cứ từ Kiel đến Wilhelmshaven vào tháng 4 năm 1910. Sang tháng 5 năm 1910, hạm đội tiến hành đợt cơ động huấn luyện tại Kattegat, giữa Na Uy và Đan Mạch. Lần đầu tiên, chuyến đi mùa Hè được hướng đến Na Uy, tiếp nối bằng việc thực tập hạm đội trong mùa Thu và một chuyến đi huấn luyện đến khu vực biển Baltic vào cuối năm.
Vào ngày 3 tháng 11 năm 1911, Schlesien được điều sang Hải đội Thiết giáp II chung với các con tàu chị em còn lại. Con tàu trải qua những năm tiếp theo với hoạt động tương tự thực tập và chuyến đi đ́ến Na Uy vào mùa Hè, ngoài trừ vào năm 1912 do vụ khủng hoảng Agadir, chuyến đi chỉ giới hạn tại khu vực biển Baltic.

### Chiến tranh Thế giới thứ nhất
Sau khi Chiến tranh Thế giới thứ nhất nổ ra vào tháng 7 năm 1914, Schlesien được bố trí nhiệm vụ canh phòng khu vực German Bight, vào giai đoạn mà phần còn lại của hạm đội còn đang được huy động. Nó tiếp tục hoạt động cùng với Hạm đội Biển khơi trong hai năm đầu của cuộc chiến. Nó tham gia lực lượng thiết giáp hạm hỗ trợ cho các tàu chiến-tuần dương tiến hành bắn phá Scarborough, Hartlepool và Whitby vào các ngày 15-16 tháng 12 năm 1914. Trong chiến dịch này, hạm đội chiến trận Đức với 12 thiết giáp hạm dreadnought và tám chiếc tiền-dreadnought đã tiếp cận ở khoảng cách 10 nmi (19 km; 12 mi) với một hải đội biệt lập Anh chỉ bao gồm sáu thiết giáp hạm. Tuy nhiên, các cuộc đụng độ lẻ tẻ giữa hai lực lượng tàu khu trục hộ tống đối địch đã khiến cho vị Tư lệnh hạm đội Đức, Đô đốc Friedrich von Ingenohl, tin rằng ông đang đối đầu với toàn bộ Hạm đội Grand, nên ông rút lui khỏi trận chiến và quay trở về nhà. Hai đợt đột kích không có hiệu quả khác được tiếp tục vào tháng 4 năm 1915, vào các ngày 17-18 tháng 4 và 21-23 tháng 4. Có thêm hai đợt tiến quân khác được thực hiện vào các ngày 17-18 tháng 5 và 23-24 tháng 10.
Vào ngày 24-25 tháng 4 năm 1916, Schlesien cùng bốn tàu chị em tham gia cùng các thiết giáp hạm dreadnought của Hạm đội Biển khơi để hỗ trợ các tàu chiến-tuần dương thuộc Hải đội Tuần tiễu I cho một cuộc bắn phá bờ biển Anh Quốc. Trên đường đi đến mục tiêu, tàu chiến-tuần dương SMS Seydlitz bị hư hại bởi một quả thủy lôi, nên được cho tách ra để quay trở về nhà trong khi chiến dịch vẫn tiếp tục. Lực lượng tàu chiến-tuần dương tiến hành cuộc bắn phá Yarmouth và Lowestoft một cách ngắn ngũi. Do tầm nhìn kém, chiến dịch nhanh chóng bị triệu hồi trước khi hạm đội Anh có thể can thiệp.

#### Trận Jutland
Đô đốc Reinhard Scheer, Tư lệnh hạm đội Đức, lập tức vạch kế hoạch cho một chiến dịch khác ra Bắc Hải, nhưng việc Seydlitz bị hư hại đã trì hoãn chiến dịch cho đến cuối tháng 5. Schlesien là chiếc thứ hai của Đội IV thuộc Hải đội Thiết giáp II, được bố trí ở phía áp cuối của hàng chiến trận Đức, chỉ sau Schleswig-Holstein. Lúc này hải đội được đặt dưới quyền chỉ huy của Chuẩn Đô đốc Franz Mauve. Trong đợt "Tiến ra Bắc Hải", Đô đốc Scheer ra lệnh cho hạm đội truy đuổi hết tốc độ các thiết giáp hạm của Hải đội Thiết giáp V Anh Quốc đang rút lui. Schlesien và các tàu chị em chậm hơn đáng kể so với những chiếc dreadnought và nhanh chóng bị tụt lại phía sau. Vào lúc này, Đô đốc Scheer chỉ đạo cho Hannover ở vị trí sau cùng của hàng chiến trận Đức, để ông có được một soái hạm ở mỗi đầu của đội hình. Đến 19 giờ 30 phút, Hạm đội Grand xuất hiện và đối đầu với lực lượng của Đô đốc Scheer với một ưu thế áp đảo. Tình thế của hạm đội Đức bị ảnh hưởng nặng bởi sự hiện diện của những chiếc trong lớp Deutschland chậm chạp; nếu Scheer ra lệnh quay trở về Đức ngay lập tức, có thể ông sẽ phải hy sinh những con tàu chậm hơn để có thể rút lui thành công.
Đô đốc Scheer quyết định quay ngược hướng đi của hạm đội bằng một cú "đổi hướng chiến trận" (Gefechtskehrtwendung), một cách cơ động đòi hỏi mọi đơn vị trong hàng chiến trận Đức phải quay mũi 180 °Cùng một lúc. Do hậu quả của việc bị tụt lại phía sau, những chiếc trong Hải đội Thiết giáp II không thể đi theo hướng đi mới sau khi đổi hướng. Vì vậy, Schlesien và năm chiếc khác của hải đội ở bên phía rút lui của hàng chiến trận Đức. Đô đốc Mauve dự định di chuyển các con tàu của ông về phía cuối hàng chiến trận, phía sau những chiếc dreadnought của Hải đội Thiết giáp III, nhưng đã không thực hiện khi ông nhận ra việc di chuyển như vật sẽ ảnh hưởng đến sự cơ động các tàu chiến-tuần dương của Đô đốc Franz von Hipper. Thay vào đó, ông tìm cách đặt các con tàu của mình phía đầu hàng tàu chiến.
Sau đó trong ngày thứ nhất của trận chiến, các tàu chiến-tuần dương đã bị hư hại thuộc Hải đội Tuần tiễu I của Đô đốc Hipper phải chịu đựng áp lực nặng nề do bị các đối thủ Anh truy đuổi. Schlesien và các con tàu mang biệt danh "tàu-năm-phút" đã đến để trợ giúp, đi vào giữa hai hải đội tàu chiến-tuần dương đang đối đầu. Tầm nhìn kém khiến cho cuộc đụng độ sau đó diễn ra ngắn ngủi. Schlesien không ngắm được mục tiêu nào trong bóng tối, cũng như một số tàu chị em khác, và do tầm nhìn kém hỏa lực của chúng không hiệu quả. Các tàu chiến-tuần dương Anh đã nhiều lần bắn trúng các tàu chiến Đức, trong đó một phát đạn pháo hạng nặng suýt trúng đã tung một cơn mưa mảnh đạn lên sàn tàu của Schlesien, làm một thủy thủ thiệt mạng và một người khác bị thương. Đô đốc Mauve quyết định không nên đối đầu với một lực lượng tàu chiến-tuần dương mạnh hơn nhiều, nên ra lệnh chuyển hướng 90° sang mạn phải; các đối thủ Anh đã không đuổi theo.
Cuối ngày hôm đó, hạm đội chuẩn bị cho chuyến đi đêm quay trở về Đức; Schlesien và Schleswig-Holstein được xếp phía sau các tàu chiến-tuần dương Von der Tann và Derfflinger về phía cuối của hàng chiến trận Đức. Vào khoảng 03 giờ 00, các tàu khu trục Anh tổ chức một loạt các cuộc tấn công vào hạm đội, một số đã nhắm vào Schlesien. Bất chấp như thế, Hạm đội Biển khơi băng xuyên qua lực lượng khu trục Anh và đến được Horns Reef lúc 04 giờ 00 ngày 1 tháng 6. Hạm đội Đức về đến Wilhelmshaven vài giờ sau đó, nơi những chiếc dreadnought không bị hư hại thuộc các lớp Nassau và Helgoland chiếm lấy các vị trí phòng ngự.

### Những năm giữa hai cuộc thế chiến

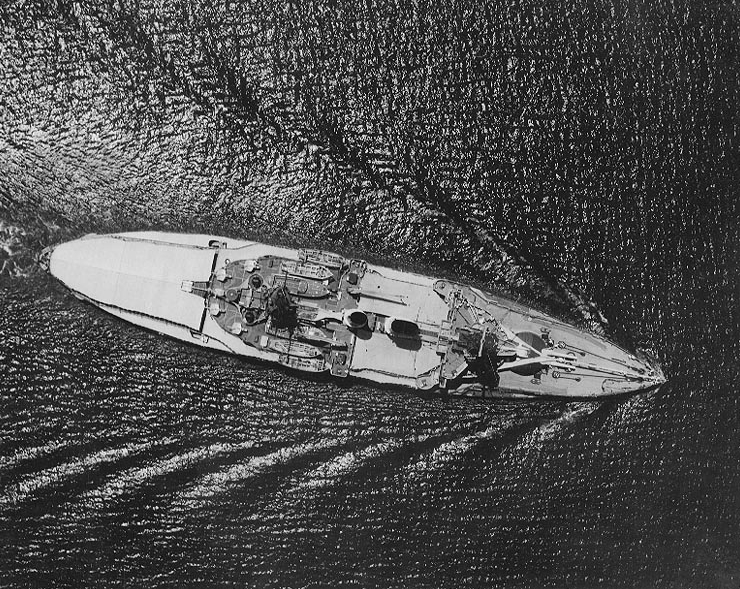
Schlesien tại kênh đào Panama, năm 1937

Sau khi Đức thua trận trong Thế Chiến I, các điều khoản của Hiệp ước Versailles được ký kết vào ngày 21 tháng 6 năm 1919, cho phép Đức được giữ lại trong Hải quân Đế chế Đức được tái tổ chức một hạm đội tàu nổi, với tám thiết giáp hạm đã lạc hậu cho vai trò phòng thủ duyên hải. Chúng bao gồm ba thiết giáp hạm thuộc lớp Deutschland: Hannover, Schleswig-Holstein và Schlesien, cùng năm chiếc khác thuộc lớp Braunschweig. Là chiếc cũ nhất và kém tiên tiến nhất trong lớp, Deutschland bị tháo dỡ vào năm 1922. Schlesien và Schleswig-Holstein được hiện đại hóa trong những năm 1920, bao gồm việc thay thế các khẩu pháo 17 cm bằng kiểu 15 cm (5,9 in) và việc sáp nhập hai ống khói phía trước thành một chiếc lớn. Schlesien và Schleswig-Holstein tiếp tục nằm trong đội hình thiết giáp hạm của hạm đội, trong khi Hannover được dự định tái cấu trúc thành một tàu mục tiêu, cho dù điều này chưa bao giờ được thực hiện.
Schleswig-Holstein là soái hạm của hạm đội cho đến năm 1932, khi nó được tái cấu trúc để cải biến thành một tàu huấn luyện. Kết quả là Schlesien giữ vai trò soái hạm tiếp theo của hạm đội. Vào năm 1932, Wilhelm Canaris nắm quyền chỉ huy con tàu, một vị trí ông đảm nhiệm trong hai năm. Vào tháng 5 năm 1935, Hải quân Đế chế Đức được tái tổ chức; và không lâu sau đó, Schlesien tham gia vào cuộc cơ động hạm đội rộng lớn cùng với chiếc tàu tuần dương hạng nặng mới Deutschland. Cuối năm đó, Schlesien được cải biến thành một tàu huấn luyện. Trong số các thay đổi được thực hiện, nó được bổ sung pháo phòng không và thay thế các nồi hơi của con tàu. Các nồi hơi mới có hiệu suất cao, cho phép lắp đặt với số lượng ít hơn; chỗ trống dư ra được sử dụng làm chỗ nghỉ ngơi của học viên và phòng thuyết trình. Thành phần thủy thủ đoàn cũng thay đổi; biên chế tiêu chuẩn bao gồm 35 sĩ quan và 708 thủy thủ; sau khi cải biến, nó được giảm còn 29 sĩ quan và 559 thủy thủ nhưng cộng thêm 214 học viên. Năm tiếp theo, Schlesien thực hiện chuyến đi sang Châu Mỹ; nó ghé qua Halifax, Nova Scotia vào tháng 3 năm 1937, và vào tháng 12, Schlesien dừng tại Argentina. Vào năm 1938, con tàu viếng thăm vịnh Samaná tại Cộng hòa Dominica.

### Chiến tranh Thế giới thứ hai

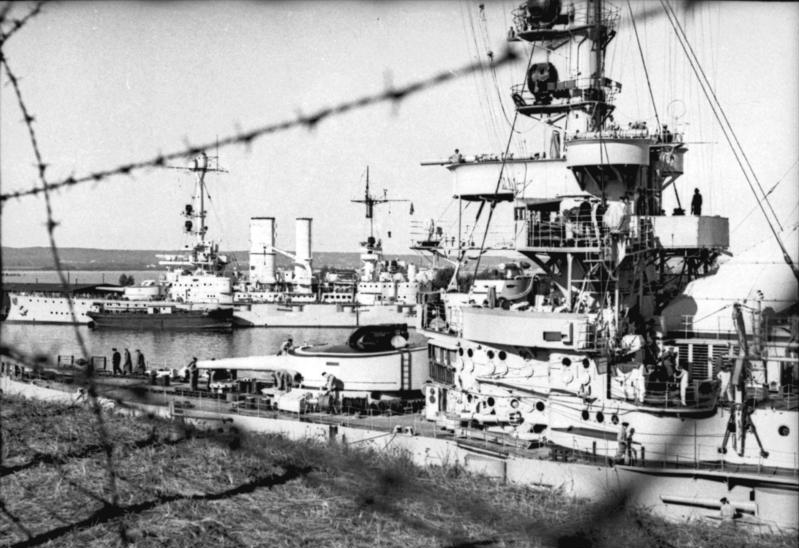
Schlesien (phía sau) và Schleswig-holstein tại Westerplatte sau khi chiếm đóng cảng này

Vào giai đoạn đầu của cuộc tấn công Ba Lan vào tháng 9 năm 1939 mở màn Chiến tranh Thế giới thứ hai, Schlesien vẫn được giữ lại trong vai trò huấn luyện, cho dù nó được sử dụng một thời gian ngắn như một tàu phá băng cho tàu ngầm U-boat. Cuối tháng đó, Schlesien gia nhập cùng tàu chị em Schleswig-Holstein để bắn phá các vị trí Ba Lan dọc theo bờ biển Baltic từ ngày 25 đến ngày27 tháng 9. Sau chiến dịch này, nó được tháo dỡ sáu khẩu pháo 5,9 cm để trang bị cho tàu tuần dương Pinguin. Vào năm 1940, Schlesien tham gia Chiến dịch Weserübung, cuộc xâm chiếm Đan Mạch và Na Uy; Schlesien đã hoạt động tại vùng biển Đan Mạch trong suốt chiến dịch. Sau khi việc chiếm đóng hoàn thành, Schlesien tiếp tục vai trò tàu phá băng. Vào tháng 3 năm 1941, Schlesien hộ tống cho các tàu rải mìn tại khu vực Baltic. Sau khi quay trở về từ chiến dịch này, nó được cải biến trở lại thành một tàu trại binh ở Gotenhafen. Vào ngày 4 tháng 4 năm 1942, Schlesien lên đường đi Gotenhafen cùng với thiết giáp hạm Gneisenau và tàu phá băng Castor.
Vào giữa năm 1944, dàn hỏa lực phòng không của Schlesien và Schleswig-Holstein được tăng cường đáng kể để sử dụng chúng như những tàu phòng không tại cảng Gotenhafen. Vào tháng 4 năm 1945, Schlesien được chuyển đến Swinemünde để nhận tiếp liệu đạn dược đồng thời cũng để di tản 1.000 binh lính bị thương khỏi chiến tuyến. Đến ngày 3 tháng 5, nó trúng phải một quả thủy lôi tại Zinnowitz ngoài khơi Swinemünde và bị mắc cạn tại vùng nước nông. Do độ sâu không lớn, hầu hết con tàu còn nổi trên mặt nước, kể cả dàn pháo chính; và nó tiếp tục bắn pháo hỗ trợ cho lực lượng Đức trên bờ đang rút lui. Từ năm 1949 đến năm 1956, xác tàu được tháo dỡ tại chỗ bởi một hãng Đông Đức. Tuy nhiên, một phần của con tàu vẫn còn nhìn thấy được cho đến năm 1970.